# Alexis Hagron
Alexis Auguste Raphaël Hagron (Caen, 31 gennaio 1845 – Angers, 22 ottobre 1909) è stato un generale francese, che fu vicepresidente del Conseil supérieur de la guerre, cioè comandante in capo (generalissimo) dell'Armée de terre in caso di guerra tra il 1906 e il 1907.

## Biografia
Nacque ad Angers il 31 gennaio 1845, figlio di Jacques Alexis e della signora Louise Victoire Clarisse Marie. Il 6 novembre 1862 entrò presso l'École spéciale militaire de Saint-Cyr, Promotion de Puebla, uscendone nel 1864 con il grado di sottotenente, primo del suo corso, assegnato all'arma di fanteria, in servizio presso il 33e Regiment d'Infanterie. Nel 1867 frequentò la scuola per ufficiali di stato maggiore, uscendone primo del suo corso con il grado di tenente prestando servizio in Algeria fino al 1870. Promosso capitano in quell'anno, durante la guerra franco-prussiana fu ufficiale d'ordinanza del generale Lefebvre, partecipando alle battaglia di Froechwiller e a Sedan. Caduto prigioniero di guerra fu liberato nel 1871, decorato con la Croce di Cavaliere della Legion d'onore. A suo ritorno dalla prigionia fu assegnato in servizio al 2e Regiment de zouaves e ritornò in Algeria per la repressione dell'insurrezione servendo sotto il comando del generale Orphis Léon Lallemand. In seguito prestò servizio presso lo stato maggiore della 3e Division d'Infanterie, e poi presso lo stato maggiore del Ministro della guerra tra il 1873 e il 1875. In seguito fu assegnato al 65e Regiment d'Infanterie. Promosso maggiore nel 1879, fu assegnato al 5e Regiment d'Infanterie e poi al 129e Regiment d'Infanterie. Tenente colonnello nel 1887, divenne colonnello nel 1890 e comandò il  119e Regiment d'Infanterie dal 1893. Generale di brigata nel 1894 divenne comandante della 4emè Brigade, prestando servizio in Algeria dal 1895 al 1897 al comando della subdivisione di Constantina. Nel maggio 1897 fu nominato Segretario Generale della Presidenza della Repubblica, e fu promosso generale di divisione nel luglio 1898.
Comandante della 14e Division d'Infanterie (14e DI) dal 1899 al 190000), poi del 6e Corps d'Armée (1900-1902), grande ufficiale della Legion d'onore nel 1903, fu Presidente del Comitato dello Stato Maggiore (1904-1906), Membro del Conseil supérieur de la guerre in sostituzione del generale Félix Gustave Saussier (1903-1906), fu nominato comandante in capo del gruppo di armate del Nord-Est nel 1906, in sostituzione del generale Joseph Brugère.
Senza averne il titolo ricoprì le funzioni di vicepresidente del CSG, cioè comandante in capo designato dell'Armée de terre in caso di guerra. Nel 1907 propose l'istituzione della carica di generalissimo.
Pensando ad una guerra immediata e dopo aver appreso dalla stampa della messa in congedo anticipato delle classi  1903 e 1904, pose al governo delle precise richieste come la libertà di ristabilire il servizio militare triennale obbligatorio e di non coinvolgere l'esercito nelle lotte contro la Chiesa. Al rifiuto del governo ad ottemperare a tali richiese si dimise dall'incarico il 20 luglio 1907. Si spense ad Angers il 22 ottobre 1909. Sposato dal 1880 con la signorina Marie Rose Radigois, la coppia ebbe una figlia Henriette (1887-1983) che sposò Louis Maunoury, figlio del futuro Maresciallo di Francia Michel Joseph Maunoury.

### Annotazioni
1. ↑  Capitano della gendarmeria, decorato con la Croce di Cavaliere della Legion d'onore, fratello dell'ispettore militare generale delle polveri e del salnitro (ingegnere generale degli armamenti) di seconda classe Albert Ferdinand Edmond Hagron (1848 -1921), Ufficiale della Legion d'Onore e del Controllore generale degli armamenti di prima classe Hippolyte Emile Hagron (1849-1934), Commendatore della Legion d'Onore.

### Fonti
1. 1 2 3 4 5 6 7 8 9 10 11 12 13  Military photos.
2. ↑  Goya 2018, p. 108.
3. ↑  Farwell Bankwitz 1967, p. 74.
4. 1 2 3  Bergerat, Marin 2006, p. 14.
5. ↑  Bergerat, Marin 2006, p. 15.